# Rebecca St. James

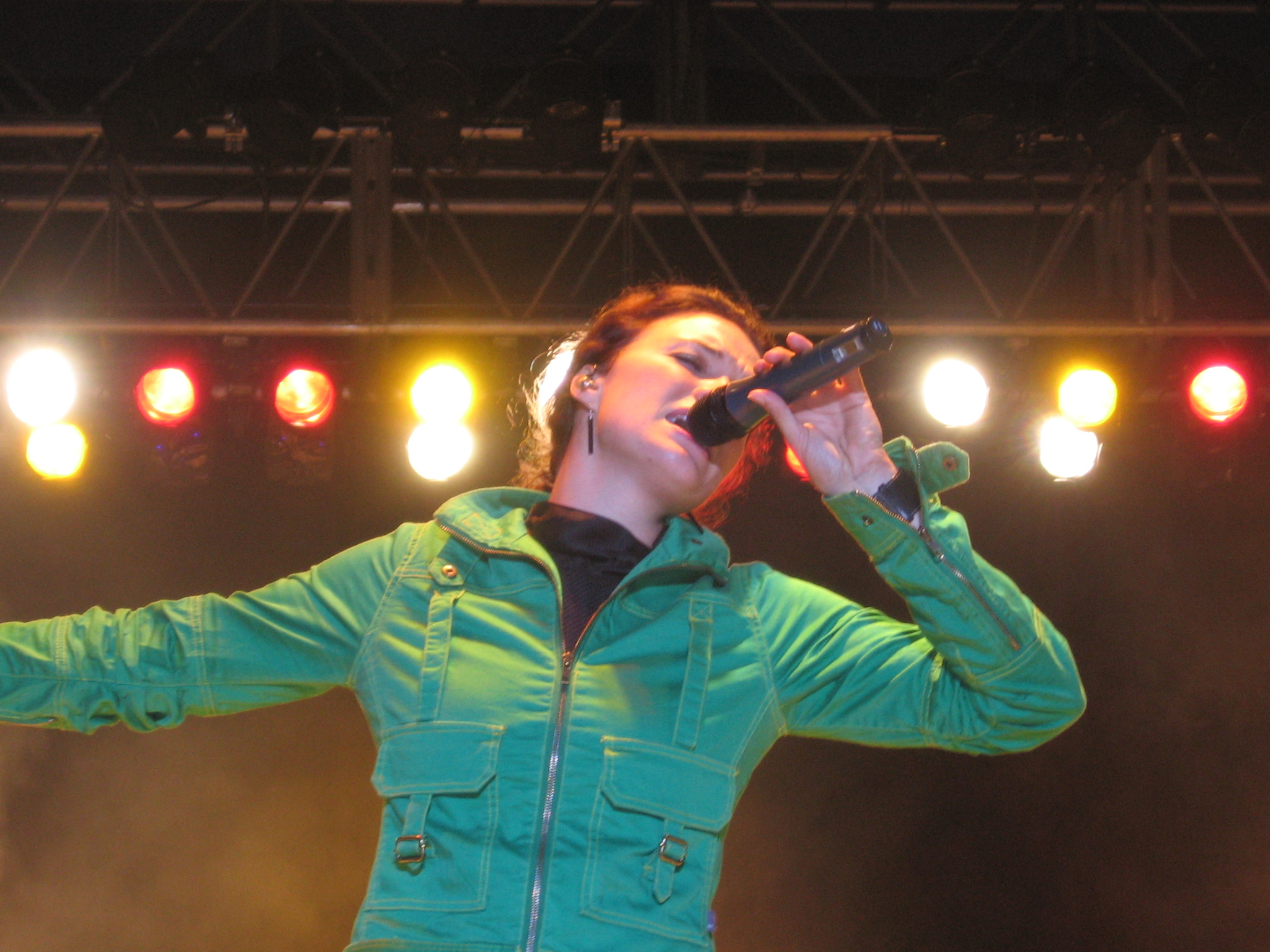
Zangoptreden van Rebecca St. James (2007)

Rebecca St. James, artiestennaam van Rebecca Jean Smallbone, (Sydney, 26 juli 1977) is een Amerikaanse christelijke zangeres van Australische afkomst. Naast zangeres is ze ook schrijfster, actrice en podcastmaker. Ze wordt onder haar fans vooral gewaardeerd om de duidelijke christelijke boodschap van haar songteksten die ze voor het grootste gedeelte zelf schrijft.

## Levensloop
Ze werd geboren in Australië. Haar ouders David en Helen hadden naast Rebecca nog zes kinderen. Als artiestennaam koos ze later Rebecca St. James. Haar platenlabel had de naam St. John voorgesteld, maar Rebecca koos voor St. James, omdat haar grootvader James heette.
David Smallbone was concertorganisator, en Rebecca St. James trad al jong op met Carman tijdens diens tournee door Australië. Kort hierna, in 1991, nam St. James haar eerste album op onder haar geboortenaam: Refresh My Heart.
Het gezin Smallbone verhuisde in 1991 naar de Verenigde Staten. Maar al snel verloor David Smallbone zijn baan, en het gezin maakte een moeilijke tijd door. Uiteindelijk kwamen ze er financieel weer bovenop, en kon Rebecca ook weer optreden. Bij een optreden in de kerk werd ze ontdekt door Eddie DeGarmo en kreeg een contract bij Forefront Records.
Op 3 januari 2011 maakte Rebecca haar verloving met Jacob Fink bekend. Fink vroeg haar op eerste kerstdag 2010 ten huwelijk. Op 23 april 2011 is Rebecca met hem getrouwd in het Juniperro Serra Museum in San Diego (Californië). Het stel kondigde op 4 oktober 2013 aan in verwachting te zijn van hun eerste kind, op 18 februari 2014, werd dochter Gemma Elena Fink geboren. Op 11 mei 2018 kwam hun tweede dochter Imogen Watson Fink ter wereld. In augustus 2020 volgde een derde kind, een zoon: River Jack Fink.

## Prijzen
- 2000: Grammy Award for Best Rock Gospel Album – Pray
- 2002: GMA Dove Award for Special Event Album of the Year – Prayer of Jabez
- 2004: GMA Dove Award for Special Event Album of the Year – !Hero
- 2006: GMA Dove Award for Special Event Album of the Year – Music Inspired by The Chronicles of Narnia: The Lion, the Witch and the Wardrobe

## Carrière
St. James' Amerikaanse debuutalbum werd genomineerd voor de Dove Awards, ze was de jongste artieste die hier ooit voor genomineerd werd. Ook kreeg ze een onderscheiding voor Beste Nieuwe Artieste van het Jaar. Hierna bracht St. James het album God uit, dat haar missie duidelijk moest maken. Haar muziekstijl veranderde van pop naar pop/rock.
Tijdens de EO-Jongerendagen van 1998 (GelreDome, Arnhem) en 2000 (Johan Cruijff ArenA, Amsterdam) maakte een groot deel van het Nederlandse publiek kennis met St. James. In deze periode schreef de artieste ook twee religieuze dagboeken, die ook in het Nederlands zijn vertaald: 40 dagen met God, op reis met God en Nog 40 dagen met God, de reis gaat verder. In dezelfde periode verschenen ook de albums Pray en Transform uit, beide albums gingen gepaard  met een Europese tour en daarmee ook diverse concerten in Nederland.  
In 2000 speelde St. James een bijrol in de eindtijdfilm Left Behind: The Movie. In 2002 bracht ze het worship-album Worship God uit, en de gelijknamige dvd. Ook kwam er in dit jaar een derde boek van haar uit, met de titel Wait for me, gelijk aan een lied over het verlangen naar een relatie. Onder dezelfde titel verscheen in 2003 een verzamelalbum. 
Eind 2003 speelde St. James een grote rol in de rockmusical !Hero als Maggie, een prostituee. Deze musical won twee Dove Awards en had verscheidene bekende artiesten in de hoofdrollen. Behalve Rebecca St. James waren dit onder meer Tait, Mark Stuart en Skillet. In 2004 kwam een livealbum van St. James uit, en het boek S.H.E. ('Safe, Healthy, Empowered'), over de problemen die vrouwen in het hedendaagse leven hebben. In de maand mei van hetzelfde jaar trad St. James op tijdens HebbeZ! Live in Apeldoorn. 
Eind 2005 kwam het nieuwste album If I Had One Chance To Tell You Something uit. Met dit album keert St. James weer terug naar het rockgeluid van de albums God en Pray. De muziek van dit album bracht St. James ten gehore tijdens een optreden op de EO-Jongerendag van 2006 in het GelreDome te Arnhem. Tijdens een concert in Florida werd de muziek opgenomen voor een live-dvd: aLIVE in Florida, dat in 2007 verscheen. Later dat jaar trad St. James op tijdens het Xnoizz Flevo Festival op Landgoed Velder in Liempde.
Na enkele jaren vooral in films te spelen, bracht St. James, in 2011 een worshipalbum uit met de titel I Will Praise You. Er gingen negen jaar voorbij voordat Rebecca St. James in juli 2020 terugkwam met nieuwe muziek op de EP Dawn. De EP kreeg in maart 2022 opvolging met het volledige album Kingdom Come. Op het album werkt St. James samen met onder meer Brandon Lake en haar broers Joel en Luke uit de band For King & Country. 
In 2020 startte de artieste een eigen podcastserie met de titel Rebecca St. James Friends & Family.
In 2023 keerde St. James terug naar Nederland voor een optreden in Veenendaal.

## Missie
Rebecca St. James' missie is het evangelie handen en voeten geven. Haar boodschap is: "Leef radicaal voor God. Lees de Bijbel. Bid. Kom uit voor dat waar je in gelooft, dat zei Jezus ook."

## Trivia
- Naast haar carrière als zangeres en schrijfster is Rebecca St. James sinds april 2002 ook lid van het Presidential Prayer Team in de VS.
- Haar broers Joel en Luke speelden en zongen eerder in haar band. Zij zijn sinds 2012 de frontmannen van de band For King & Country.

## Discografie
- Refresh My Heart (1991)
- Rebecca St. James (1994)
- Prayers And Worship (1995)
- Remixes (1995)
- God (1996)
- Christmas (1997)
- Pray (1998)
- Transform (2000)
- Worship God (2002)
- Wait For Me: The Best From Rebecca St. James (2003)
- Live Worship: Blessed Be Your Name (2004)
- If I Had One Chance To Tell You Something (2005)
- aLIVE in Florida (2007)
- Ultimate Collection: Rebecca St. James (2008)
- I Will Praise You (2011)
- DAWN (2020)
- Kingdom Come (2022)

## Filmografie
- Left Behind The Movie (2000)
- The First Easter (2001)
- VeggieTales: An Easter Carol (2004)
- Hero: The Rock Opera (2004)
- Unidentified (2006)
- Sarah's Choice (2009)
- Rising Stars (2010)
- Suing the Devil (2011)
- The Frontier Boys (2012)
- A Strange Brand of Happy (2013)
- Faith of Our Fathers (2015)
- We Tree Kings (2020)